# Face ID

Face-ID-Symbol

Face ID ist eine Technik zur biometrischen Gesichtserkennung bei iPhones und iPads des US-amerikanischen Unternehmens Apple, die am 12. September 2017 mit dem iPhone X vorgestellt wurde. Sie wird in vielen neuen iPhones und iPads eingesetzt. Ihr Vorgänger ist der Fingerabdrucksensor Touch ID, der seit 2013 in iPhones und ab 2014 in iPads, meist in der Home-Taste verbaut wird und der Nachfolger ist Optic ID was mit der Apple Vision Pro vorgestellt wurde. Face ID ermöglicht, die Geräte durch einen Blick auf den Bildschirm zu entsperren, gespeicherte Passwörter einzusetzen und Zahlungen zu veranlassen.

## Technik
Face ID besteht aus einem Sensor mit zwei Modulen. Ein Modul namens „Dot projector“ (deutsch „Punktprojektor“) projiziert ein Raster aus mehr als 30.000 Infrarotpunkten auf das Gesicht des Benutzers. Als zweites Modul liest eine Infrarotkamera das Muster, um den Zugriff auf das Mobilgerät zu bestätigen oder zu verweigern. Es wird ein dreidimensionales Abbild des Gesichtes erzeugt und in einem gesicherten Bereich des Prozessors gespeichert. Bei der Ersteinrichtung wird das Gesicht des Benutzers zweimal aus verschiedenen Winkeln gescannt, um eine vollständige Referenzkarte zu erstellen. Das System lernt Veränderungen im Laufe der Zeit und erkennt den Besitzer mittels künstlicher Intelligenz auch, wenn Teile des Gesichtes von einer Brille, einem Hut, einem Bart und ab iOS 15.4 auf dem iPhone 12 und neuer auch von einer Schutzmaske verdeckt sind. Die Geräte können von Personen mit ähnlichen Gesichtszügen nicht entsperrt werden, außer es handelt sich um eineiige Zwillinge.
Laut Apple liegt die Wahrscheinlichkeit, dass Fremde ein Gerät mit Face ID entsperren, bei 1 zu 1.000.000. Bei Touch ID liegt die Wahrscheinlichkeit hingegen bei 1 zu 50.000.

## Unterstützte Geräte
Face ID wird von folgenden Apple-Geräten unterstützt:
- iPhone X
- iPhone XR
- iPhone XS (Max)
- alle Varianten des iPhone 11
- alle Varianten des iPhone 12
- alle Varianten des iPhone 13
- alle Varianten des iPhone 14
- alle Varianten des iPhone 15
- alle Varianten des iPhone 16
- iPad Pro (ab der 3. Generation)

## Einschränkungen
Face ID war bei iPhones auf das Hochformat beschränkt; bei iPads jedoch nicht. Seit iOS 16 funktioniert Face ID auf dem iPhone 13 und dessen Varianten, sowie auf seinen Nachfolgern auch im Querformat. Bei geschlossenen Augen oder vom Gerät abgewandtem Blick kann der Zugriff verweigert werden.